# 印度翼核果
印度翼核果（学名：Ventilago maderaspatana）为鼠李科冀核果属下的一个种。